# Isola Severnyj (Isole Vchodnye)
L'isola Severnyj (in russo Остров Северный, ostrov Severnyj, in italiano "isola settentrionale") è un'isola russa che fa parte dell'arcipelago di Severnaja Zemlja ed è bagnata dal mare di Kara.
Amministrativamente fa parte del distretto di Tajmyr del Territorio di Krasnojarsk, nel Distretto Federale Siberiano.

## Geografia
L'isola, che fa parte delle isole Vchodnye, è situata lungo la costa meridionale dell'isola Bolscevica, nello stretto di Vil'kickij (Пролив Вилькицкого, proliv Vil'kickogo), a 2 km circa dal capo di Ancev (мыс Анцева, mys Anceva) nella parte orientale della baia Solnečnaja (бухта Солнечная, buchta Solnečnaja). Un poco a sud-ovest si trova l'altra isola del gruppo (Južnyj)
È di forma leggermente allungata da nord-est a sud-ovest e misura meno di 1 km. L'altezza massima è di 18 m s.l.m.; le coste sono piatte e dritte. Nella parte centrale c'è un punto di triangolazione geodetica.

## Isole adiacenti
- Isola Južnyj (остров Малый, ostrov Malyj), a sud-ovest.
- Isole di Tranze (oстрова Транзе, ostrova Tranze), a sud-ovest.